# Kalabrijski grčki dijalekt
Kalabrijski grčki (griko, greko i dr.) jest inačica grčkoga jezika kojom se govori u Bovesiji blizu Reggija di Calabria. Govornici žive u selima Bova Superiore, Bova Marina, Roccaforte del Greco, Condofuri, Bagaldi, Polizzi, Gallicianò i Mélito di Porto Salvo. Ima oko 2000 govornika prema UNESCO-ovu popisu ugroženih jezika.
Potomak je srednjovjekovnoga grčkog pod utjecajem dorskog po jednoj teoriji, a po drugoj, starijoj, potječe od starogrčkih govora Magne Graecije.

## Povijest
Postoje dokazi kontinuirane prisutnosti grčkoga od vremena Magne Graecije, grčki se rabio u vrijeme Rimskoga Carstva. Nakon podjele Rimskog Carstva na Istočno i Zapadno Kalabrijom je Bizant vladao od petoga stoljeća i sve do jedanaestog. Tako se povećala povezanost područja s grčkim jezikom i identitetom te s pravoslavnom Crkvom. U Kalabriji je bilo preko 1500 samostana.
Nakon 11. st. grčki je polako nestajao širenjem latinskoga i katoličanstva. Bova je postala centar grčke kulturne regije, jezik liturgije bio je grčki sve do 1572. kada je Bova postala zadnjom regijom koja se prebacila na latinski.
Ne zna se puno o događajima između 16. stoljeća i Risorgimenta u 19. stoljeću. Zna se da se većina obalna stanovništva Kalabrije preselila u planine zbog piratstva i mnogih invazija. Izolacija i geografska obilježja Kalabrije definitivno su pomogli Grcima i njihovu jeziku. Moguće je da su se u 16. i 17. stoljeću događale migracije Grka u Kalabriju zbog osmanske invazije.
Talijanski parlament utemeljio je emigracijsku komisiju 1901. godine, ona je pomogla ljudima migrirati, a to je dovelo do masovnih emigracija sa siromašna juga. Fašistička vlas od 1922. odgovarala je ljude od emigracije i progonila govornike grčkoga. Ipak, grčki su seljaci bili samodostatni sve do agrarne reforme 1950. – 1951. zahvaljujući svojim velikim posjedima (masserie). Samodostatnosti su naškodili obvezatna vojna služba i napuštanje sela po završetku Drugog svjetskog rata.
U 1950-ima pojavile su se inicijative s ciljem promoviranja jezika, a širili su ih intelektualci iz Reggija di Calabria i Bove Marine te strani istraživači poput Rohlfsa iz Njemačke. Studenti iz Bovesije izdali su pamflet pod imenom La Ionica. Godine 1970. osnovan je Kulturni krug La Ionica, a pamflet je postao list s poezijom i prozom na talijanskome i grčkome. Uspostavljen je i UGIM (Unione dei Greci dell’Italia Meridionale) koja je neuspješno provela peticiju da se postave dvojezični znakovi na cestama te da se na Radiju Cosenza emitira petominutni program na grčkome. Ipak, privatne radiopostaje Radio Bova, Radio Mélito i Radio San Paolo odlučile su puštati neke programe na grčkome.
Regionalni zakon iz 1980. dopušta učiteljima u školama i sveučilištima koji govore grčkim da ponude kursove u područjima gdje se rabi grčki. Zbog nedostatka učitelja sa znanjem jezika dostatna za naučavanje grupa Jalò tu Vúa osnovala je odbor s ciljem izrade metodoloških standarda poučavanja grčkoga u svakoj zajednici i skicirali gramatiku. Gramatiku kalabrijskoga grčkog dijalekta izdala je općinska administracija u Bovi 1979. Godine 1993. utemeljen je Istituto Regionale Superiore di Studi Ellenofoni u Bovi Marini.

## Problemi
Grčki se ne rabi u javnoj administraciji ni u pravu. Postoje samo neki dvojezični znakovi na grčkome. Kalabrijski grčki rabi se u vrtićima, obično na inicijativu roditelja, a u osnovnoj školi jezik se uči tri sata dnevno. Na sekundarnoj razini obrazovanja ponekad se uči kao predmet, a postoje i kursovi za odrasle za one koji ne poznaju jezika. Općinske vlasti Bove Marine financiraju napore kulturne grupe Jalò tu Vúa koja organizira kursove za učenje grčkoga za odrasle i učitelje.
Grčki se može ponekad čuti na privatnim radijima, ali nikada na televiziji. Postoje neke publikacije na grčkome (knjige, novine i trojezični kalendar). Glazbena tradicija Grka jako je važna. Postoji i lokalna tradicionalna glazbena grupa koja nastupa na lokalnim festivalima
Postoje mnoge kulturne grupe koje organiziraju aktivnosti s ciljem promicanja jezika: konferencije na kalabrijskome grčkom, kulturne izložbe i dr.

### Pomoć iz Grčke
Posljednjih dvadeset do trideset godina pokušava se dovesti obrazovanje i revitalizaciju greku i kulturi u Kalabriji, a u tome pomaže grčka vlada. Aktivnost je svakako podigla kulturnu svijest lokalaca, ali nije imala nikakva pozitivna učinka na jezik.

## Obilježja
Za razliku od modernoga grčkog jezika, greko se piše latinicom, a ne grčkim alfabetom.
Sam jezik ima puno toga zajedničkog sa standardnim grčkim. Dijalekt je očuvao neke riječi prisutne u dorskome koje se ne nalaze u grčkome (uz iznimku tsakonskoga). Posebno je obilježje gubitak završnog -s (primjerice, gadaro 'magarac' u usporedbi sa standardnim Γάιδαρος, gáidaros). Nadalje, futur ne postoji: zamijenjen je prezentom.